# 사이카이촌 (이시카와현 스즈군)
사이카이촌(西海村)은 이시카와현 스즈군에 설치되었던 촌이다. 현재의 스즈시 북부에 해당한다.